# Edward Gourdin
Edward Gourdin   (Jacksonville, 10 d'agost de 1897 - Quincy, 21 de juny de 1966) va ser un atleta estatunidenc, especialista en el salt de llargada, que va competir durant la dècada de 1920. Va ser el primer home en la història en saltar 25 peus en el salt de llargada i el primer afroamericà i amerindi estatunidenc (seminola) en ser nomenat jutge de la Cort Superior a Nova Anglaterra.
El 1924 va prendre part en els Jocs Olímpics de París, on va guanyar la medalla de plata en la prova del salt de llargada del programa d'atletisme.
Gourdin estudià dret a la Harvard University. En tornar dels Jocs va ser admès com a bar. Va abandonar la pràctica jurídica el 1935 per passar a servir com a Assistent del Fiscal dels Estats Units de Massachusetts. El 1951 va ser nomenat al Tribunal del Districte de Roxbury. El 22 de juliol de 1958 va ser nomenat pel governador Foster Furcolo per servir al Tribunal Superior de Massachusetts. Va ocupar el càrrec fins a la seva mort, el 22 de juliol de 1966.

## Millors marques
- salt de llargada. 7m 69cm (1921) Rècord del món entre el 23 de juliol de 1921 i el 7 de juliol de 1924[4][6]